# Tênis de mesa nos Jogos Paralímpicos de Verão de 2012 - Simples masculino - Classe 11
A competição de simples masculino na classe 11 do tênis de mesa nos Jogos Paralímpicos de Verão de 2012 foi disputada entre os dias 30 de agosto e 3 de setembro no Complexo ExCel, em Londres.

## Medalhistas
| Ouro   | HUN Péter Pálos         |
| Prata  | KOR Song Byung-Jun      |
| Bronze | FRA Pascal Pereira-Leal |

## Resultados

### Primeira fase

#### Grupo A
| Atleta                  | V | D | S   |
| ----------------------- | - | - | --- |
| FRA Pascal Pereira-Leal | 2 | 0 | +24 |
| POL Pawel Olejarski     | 1 | 1 | 0   |
| BRA Lucas Maciel        | 0 | 2 | -24 |

| BRA Lucas Maciel        | 7  | 11 | 6  |  |  |
| FRA Pascal Pereira-Leal | 11 | 13 | 11 |  |  |

| POL Pawel Olejarski     | 11 | 4  | 7  |  |  |
| FRA Pascal Pereira-Leal | 13 | 11 | 11 |  |  |

| POL Pawel Olejarski | 11 | 11 | 11 |  |  |
| BRA Lucas Maciel    | 5  | 8  | 7  |  |  |

#### Grupo B
| Atleta             | V | D | S   |
| ------------------ | - | - | --- |
| KOR Song Byung-Jun | 2 | 0 | +10 |
| HUN Péter Pálos    | 1 | 1 | +14 |
| JPN Yuki Kinoshita | 0 | 2 | -24 |

| JPN Yuki Kinoshita | 6  | 8  | 5  |  |  |
| HUN Péter Pálos    | 11 | 11 | 11 |  |  |

| KOR Song Byung-Jun | 13 | 5  | 15 | 12 |  |
| HUN Péter Pálos    | 11 | 11 | 13 | 10 |  |

| KOR Song Byung-Jun | 11 | 11 | 11 |  |  |
| JPN Yuki Kinoshita | 5  | 9  | 9  |  |  |

### Fase eliminatória
|  | Semifinais | Semifinais              | Semifinais | Semifinais | Semifinais | Semifinais | Semifinais |  |  | Final               | Final                   | Final               | Final               | Final               | Final               | Final               |
|  |            |                         |            |            |            |            |            |  |  |                     |                         |                     |                     |                     |                     |                     |
|  | A1         | FRA Pascal Pereira-Leal | 12         | 7          | 7          | 4          |            |  |  |                     |                         |                     |                     |                     |                     |                     |
|  | B2         | HUN Péter Pálos         | 10         | 11         | 11         | 11         |            |  |  |                     |                         |                     |                     |                     |                     |                     |
|  |            |                         |            |            |            |            |            |  |  | B2                  | HUN Péter Pálos         | 12                  | 9                   | 11                  | 11                  |                     |
|  |            |                         |            |            |            |            |            |  |  | B1                  | KOR Song Byung-Jun      | 10                  | 11                  | 9                   | 9                   |                     |
|  | A2         | POL Pawel Olejarski     | 11         | 5          | 7          | 10         |            |  |  |                     |                         |                     |                     |                     |                     |                     |
|  | B1         | KOR Song Byung-Jun      | 9          | 11         | 11         | 12         |            |  |  | Disputa pelo bronze | Disputa pelo bronze     | Disputa pelo bronze | Disputa pelo bronze | Disputa pelo bronze | Disputa pelo bronze | Disputa pelo bronze |
|  |            |                         |            |            |            |            |            |  |  | A1                  | FRA Pascal Pereira-Leal | 15                  | 11                  | 11                  |                     |                     |
|  |            |                         |            |            |            |            |            |  |  | A2                  | POL Pawel Olejarski     | 13                  | 4                   | 6                   |                     |                     |